# Constitución del Año III

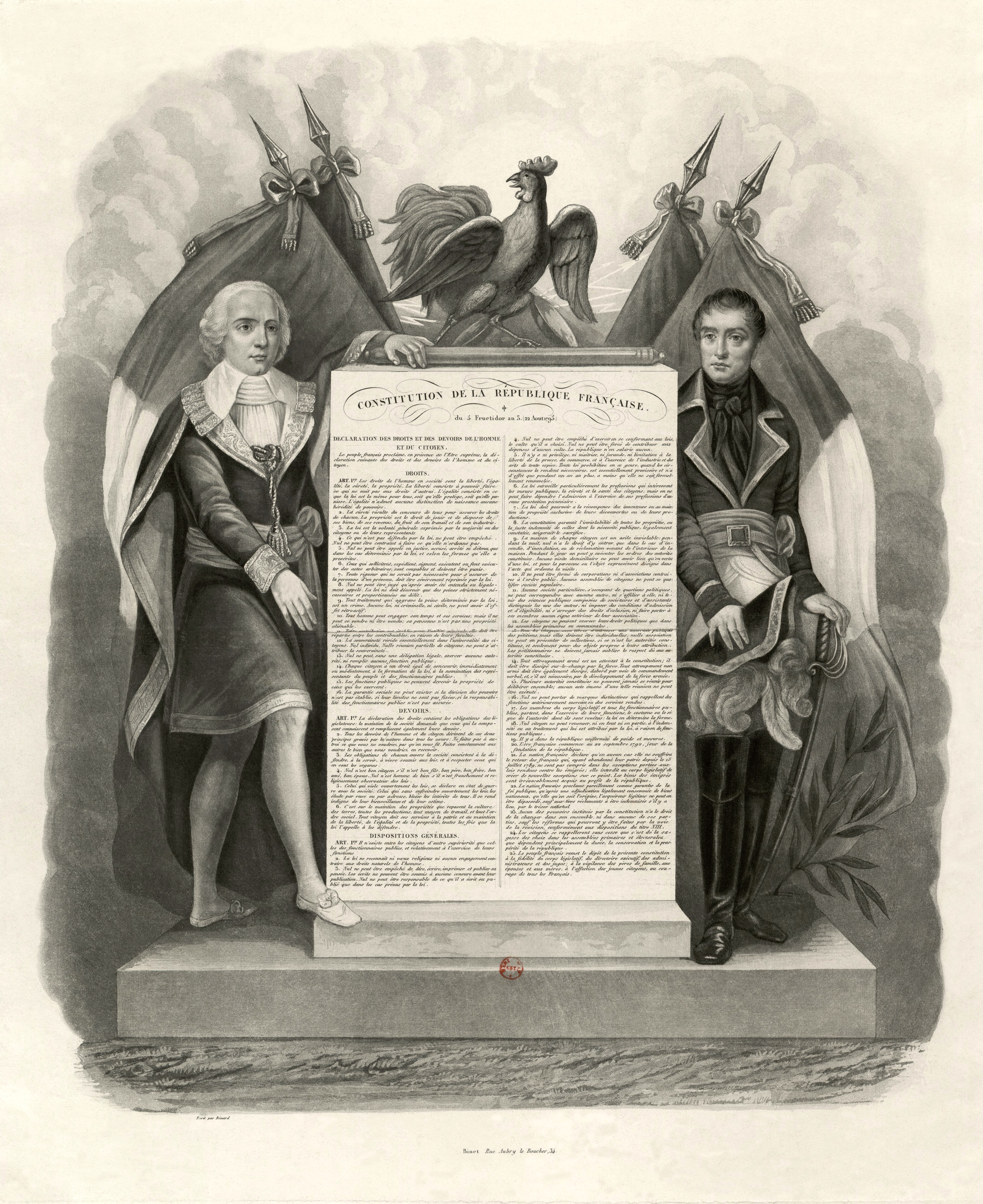
Constitución del Año III

La Constitución del año III es el texto que estableció el Directorio durante la Revolución francesa. Fue aprobada por referéndum el 5 de fructidor del año III (22 de agosto de 1795), y tiene como preámbulo la Declaración de los Derechos y Deberes del Hombre y del Ciudadano de 1795. Su aprobación fue seguida por la de un nuevo código penal, el Código de delitos y penas (Code des délits et des peines).
Fue una constitución conservadora, basada en la soberanía nacional, la división de poderes y el sufragio censitario; redactada por la Convención Nacional en 1795.

## Redacción
Una vez suprimido el gobierno revolucionario después de la caída de Maximilien Robespierre el 9 de termidor del Año III (27 de julio de 1794), los termidorianos se negaron a implementar la Constitución del Año I (junio de 1793) y elaboraron la de 1795 favorable al ejército. Un comité formado por once miembros se encargó de la redacción del proyecto de Constitución.
Durante el debate del proyecto, Sieyès pedía un control constitucional de las leyes con la creación de un jurado constitucional (Jury constitutionnaire). Defendió esta propuesta en julio de 1795 y no fue aceptada, pero fue posteriormente el origen del Senado durante el Consulado y el Imperio.
Al día siguiente del cierre del debate, el primero de fructidor del año III (18 de agosto de 1795), el diputado Baudin des Ardennes presentó un informe "sobre las formas de poner fin a la revolución", en la que recomendaba que dos tercios de los escaños en el Consejo de Ancianos y el Consejo de los Quinientos estuvieran reservados para miembros de la anterior Convención, 500 de 750 electos. Para justificar el «decreto de los dos tercios», explicó que "de la retirada de la Asamblea Constituyente aprendimos que una legislatura totalmente nueva para poner en marcha una constitución que no ha sido probada es un método infalible para derribarla". El decreto y la Constitución fueron aprobados por votación el 5 de fructidor del año III (22 de agosto de 1795) y sometidos a referéndum. Fueron adoptados por el decreto de 1 de vendimiario del año IV (23 de septiembre de 1795) que proclamaba la aceptación por el pueblo francés de la Constitución que le había presentado la Convención Nacional.
Los monárquicos respondieron al decreto de los dos tercios con la insurrección del 13 de vendimiario del año IV (5 de octubre de 1795). Los termidorianos habían conservado la República, pero habían reinstaurado el sufragio censitario de dos clases por temor al sufragio universal.

## Organización de los poderes públicos

### Poder legislativo
El poder legislativo estaba dividido entre dos cámaras (bicameral). El Consejo de los Quinientos proponía las leyes y la otra asamblea (el Consejo de Ancianos), compuesta por 250 miembros, las aprobaba o rechazaba. Los dos consejos se renovaban por tercios cada año.

### Poder ejecutivo
El poder ejecutivo no era ejercido por un cargo unipersonal, sino por cinco directores, de ahí el nombre de Directorio. Cada año, uno de sus miembros era sustituido por uno nuevo mediante un complejo sistema de nombramiento. En primer lugar, el Consejo de los Quinientos designaba en votación secreta a diez candidatos que eran propuestos al Consejo de Ancianos, que a su vez escogía a uno de entre los diez para integrar el Directorio. A menudo, el primer consejo proponía nueve candidatos desconocidos y uno conocido para que este fuese elegido. El director saliente solo podía volver a ser elegido al término de cinco años. Cada director ejercía la presidencia por turnos de tres meses: el presidente no tenía preponderancia personal ni poder especial.